# Thulendorf
Thulendorf település Németországban, Mecklenburg-Elő-Pomeránia tartományban. Lakosainak száma 689 fő (2023. december 31.). Thulendorf Broderstorf és Sanitz községekkel határos.

## Népesség
A település népességének változása:
| Lakosok száma | 652  | 667  | 677  | 693  | 689  |
|               | 2017 | 2019 | 2021 | 2022 | 2023 |